# Christian De Vita
 (avril 2022).
Christian De Vita est un réalisateur, storyboarder et scénariste anglo-italien de nationalité française né en 1973 à Rome, en Italie.
Surtout connu pour avoir réalisé le film d'animation 3D Gus, petit oiseau, grand voyage du studio TeamTO en 2014-2015, il est également le réalisateur (et parfois scénariste) des Pyjamasques, série connaissant un certain succès de par le monde, depuis septembre 2015.

## Débuts
Christian De Vita a étudié le cinéma et l'animation en Italie. En 1994, alors qu'il n'était encore qu'étudiant, il a reçu le prix du film publicitaire (Eastman Kodak Award). En 2010, il reçoit le prix de la meilleure animation au LA Global Film Festival ; la même année, il reçoit le prix ASIFA (Animation Art Award).
Il est responsable du storyboard sur Fantastic Mr. Fox, de Wes Anderson en 2009, puis s'occupe partiellement de celui de The Grand Budapest Hotel, du même réalisateur, en 2014. Entretemps, il est également crédité sur le film Frankenweenie de Tim Burton, toujours pour le storyboard (2012).
De façon plus anonyme, il a également aidé à faire le storyboard d'un épisode de la série Angelo la Débrouille, de TeamTO, en 2012 (épisode 19, saison 2). Il était également assistant animateur sur Space Jam en 1999.

## Réalisateur

### Gus, petit oiseau, grand voyage (2015)
Contacté par la productrice Corinne Kouper de TeamTO en décembre 2012, il rejoint l'équipe du film Gus, petit oiseau, grand voyage, premier long-métrage du studio - surtout connu pour ses séries d'animation en 3D pour la jeunesse. Il était alors en train de finaliser le pilote de la série Pyjamasques.
Après avoir pris le temps de faire une pause entre les deux projets, il accepte de travailler sur ce qui sera son tout premier film d'animation en tant que réalisateur. En janvier 2013, après avoir été recontacté par Corinne Kouper, il rejoint définitivement l'équipe de TeamTO à Paris en tant que réalisateur.
Pendant le développement de Gus, petit oiseau, grand voyage, il fait la connaissance d'Antoine Barraud, Benjamin Renner, Guilhem Lesaffre, Fabienne Alvarez-Giro, Julien Perron et Stephen Warbeck dont il recueille les propos dans un blog visant à expliquer comment le film a été créé. Il y montre les choix qu'il a pris, son rôle dans le film, ainsi que celui des personnes susnommées. Toutes les étapes de la création du film sont documentées, y compris le choix de la musique. Christian De Vita explique qu'il a toujours rêvé de pouvoir suivre le cheminement d'un film, et que la création d'un tel blog permettrait à tous ceux dans le même cas que lui de mieux comprendre le travail d'un réalisateur et les procédés qui aboutissent à un film. Ce "journal de bord" comprend du contenu exclusif, entre autres : les différents graphismes des personnages par Benjamin Renner et leur évolution, ainsi que plusieurs scènes coupées qui ne sont pas disponibles sur le DVD.

### Les Pyjamasques (2015-?)
Christian De Vita a également été réalisateur de tous les épisodes des deux premières saisons de la série Pyjamasques, sortie juste après Gus en 2015 - parfois en collaboration avec Wilson Dos Santos, Florante Mari Villareal et Chad V. Vidanes. Il est également le scénariste des épisodes Gluglu n'a besoin de personne, Yoyo et le rembobinateur et Gluglu et l'esprit du carnaval. La saison quatre des Pyjamasques, toujours réalisée par Christian De Vita, est en cours de diffusion en 2020.

## Filmographie

### Cinéma
- 1996 : Space Jam de Joe Pytka : assistant animateur
- 1997 : Le vilain petit canard de David Elvin et Martin Gates : assistant réalisateur
- 1999 : Jack et le haricot géant de Martin Gates : développement des personnages (en tant que Christian Da Vita)
- 2009 : Fantastic Mr. Fox de Wes Anderson : directeur du storyboard
- 2011 : Little Big Panda de Greg Manwaring et Michael Schoemann : storyboard
- 2012 : Frankenweenie de Tim Burton : storyboard
- 2014 : The Grand Budapest Hotel de Wes Anderson : département d'animation
- 2015 : Gus, petit oiseau, grand voyage de lui-même : réalisateur/storyboard

### Télévision
- 1999 : Jerry et ses copains : x-sheet sur 3 épisodes
- 2002 : The World of Tosh : exposure sheet timer sur 26 épisodes
- 2005 : Gordon the Garden Gnome : storyboard
- 2008 : Chop Socky Chooks : storyboard
- 2011- : Angelo la Débrouille : storyboard
- 2015-? : Pyjamasques : réalisateur/scénariste/storyboard

### Vidéo-Clip
- 2021: Chemical Trip du groupe de Hard-Rock Français HighWay [5] : réalisateur/scénariste/storyboard

## Distinctions
- Eastman Kodak Award (1994) : prix du film publicitaire.
- LA Global Film Festival (2010) : prix de la meilleure animation.
- ASIFA (2010) : Animation Art Award.
- Art Director Guild (2015) : Excellence in Production Design Award partagé avec Adam Stockhausen (production designer), Gerald Sullivan (supervising art director), Stephan O. Gessler (lead art director), Steve Summersgill (art director), Tarnia Nicol (assistant art director), Stefan Speth (assistant art director), Josef Brandl (set designer), Daniel Chour (set designer), Carl Sprague (concept illustrator), Ulrich Zeidler (illustrator), Boris Kiselicki (illustrator), Juman Malouf (character illustrator), Annie Atkins (lead graphic designer), Liliana Lambriev (graphic artist), Marc Boden-Buga (graphic artist), Jay Clarke (lead storyboard artist), Douglas Ingram (storyboard artist), Jess Jackson (storyboard artist) et Anna Pinnock (set decorator) pour The Grand Budapest hotel de Wes Anderson.
- Sichuan TV Festival (2015) : nommé au Panda d'Or pour le film Gus, petit oiseau, grand voyage, dans la catégorie Best Directing for an Animation.